# Elizabeth Fullerton
Elizabeth Fullerton est la créatrice du projet Pack Horse Library, mis en place en 1934 dans le comté de Leslie, au Kentucky.

## Pack Horse Library
En 1934, après le don de livres d'un pasteur presbytérien du comté de Leslie, Elizabeth Fullerton décide de s'inspirer d'un projet de bibliothèque ambulante mis en place à Paintsville en 1913 et abandonné en 1914 et de le faire vivre de la même façon.
Directrice de la division féminine de la Works Project Administration au Kentucky, elle alloue les fonds nécessaires à la mise en place du projet Pack Horse Library.